# Eduard de Muralt
Eduard de Muralt (ur. 1808; zm. 1895) – szwajcarski biblista, bibliotekarz, paleograf.
Urodził się w Bischofszell jako syn Kaspara, handlarza, oraz Elizabeth Sprüngli. Studiował teologię w Zurichu (ukończył w 1832), filologię oraz filozofię w Berlinie, Jenie i Paryżu. W 1834 roku wyemigrował do Rosji. Objął niemiecką protestancką parafię w Petersburgu (1836-1850). Był bibliotekarzem w Rosyjskiej Bibliotece Narodowej (1840-1864) i opisał wiele greckich rękoipsów tam przechowywanych.
Badał też Kodeks Watykański w Bibliotece Watykańskiej.
W 1849 roku otrzymał doktora honoris causa od fakultetu teologii w Zurychu. Został prywatnym docentem Uniwersytetu w Bernie (1864), profesorem teologii w Lozannie (1869).

## Dzieła
- Catalogue des manuscrits grecs de la Bibliothèque Impériale publique (Petersburg 1864)